# Koniczyna drobnogłówkowa
Koniczyna drobnogłówkowa (Trifolium dubium Sibth.) – gatunek rośliny należącej do rodziny bobowatych. Występuje w prawie całej Europie, z wyjątkiem południowego wschodu, w Azji Zachodniej i na Kaukazie oraz w Afryce Północnej. W Polsce jest pospolita w większej części niżu i niższych położeniach górskich. Znana też jako koniczyna nitkowata.

## Morfologia

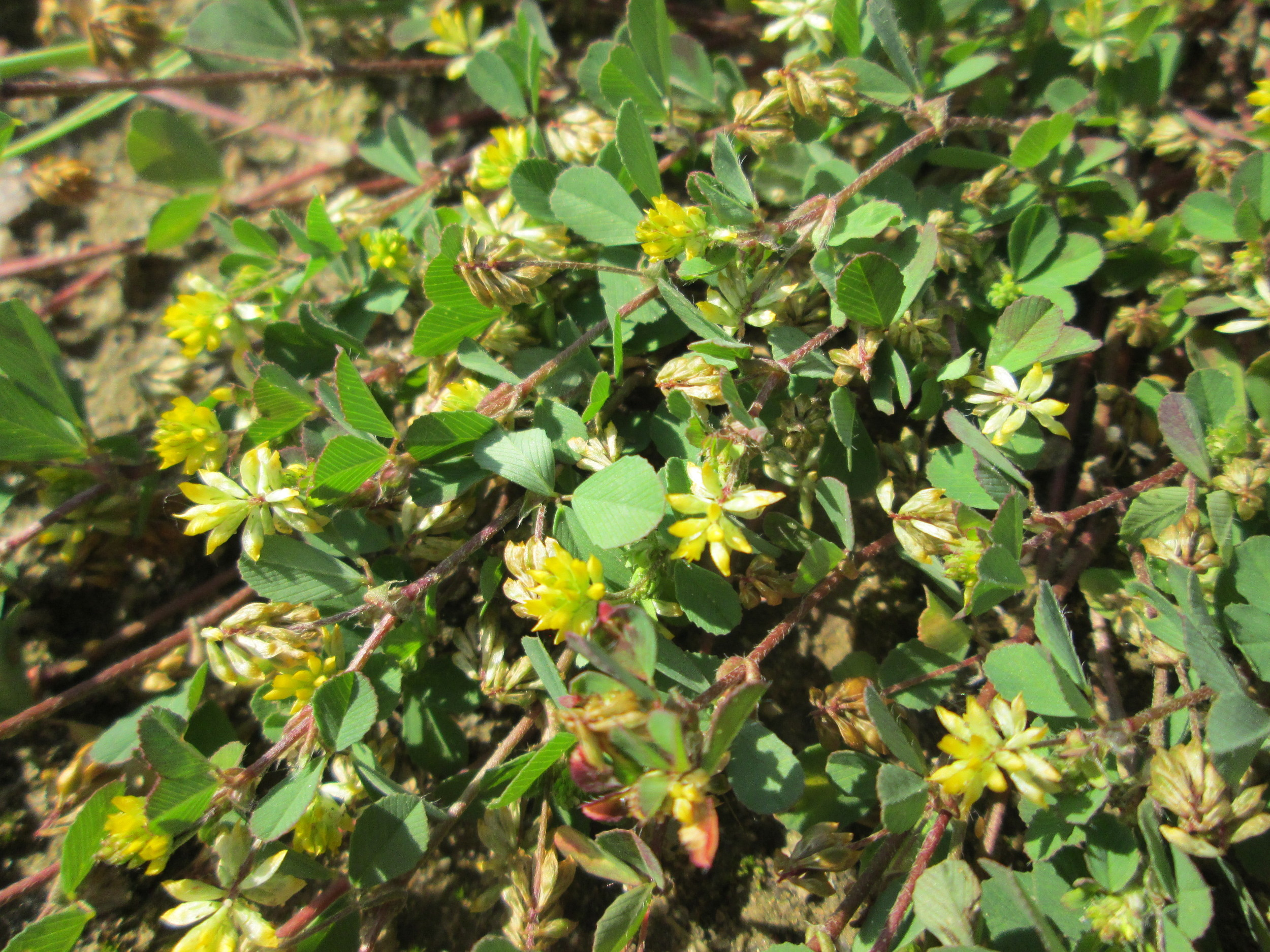
Pokrój

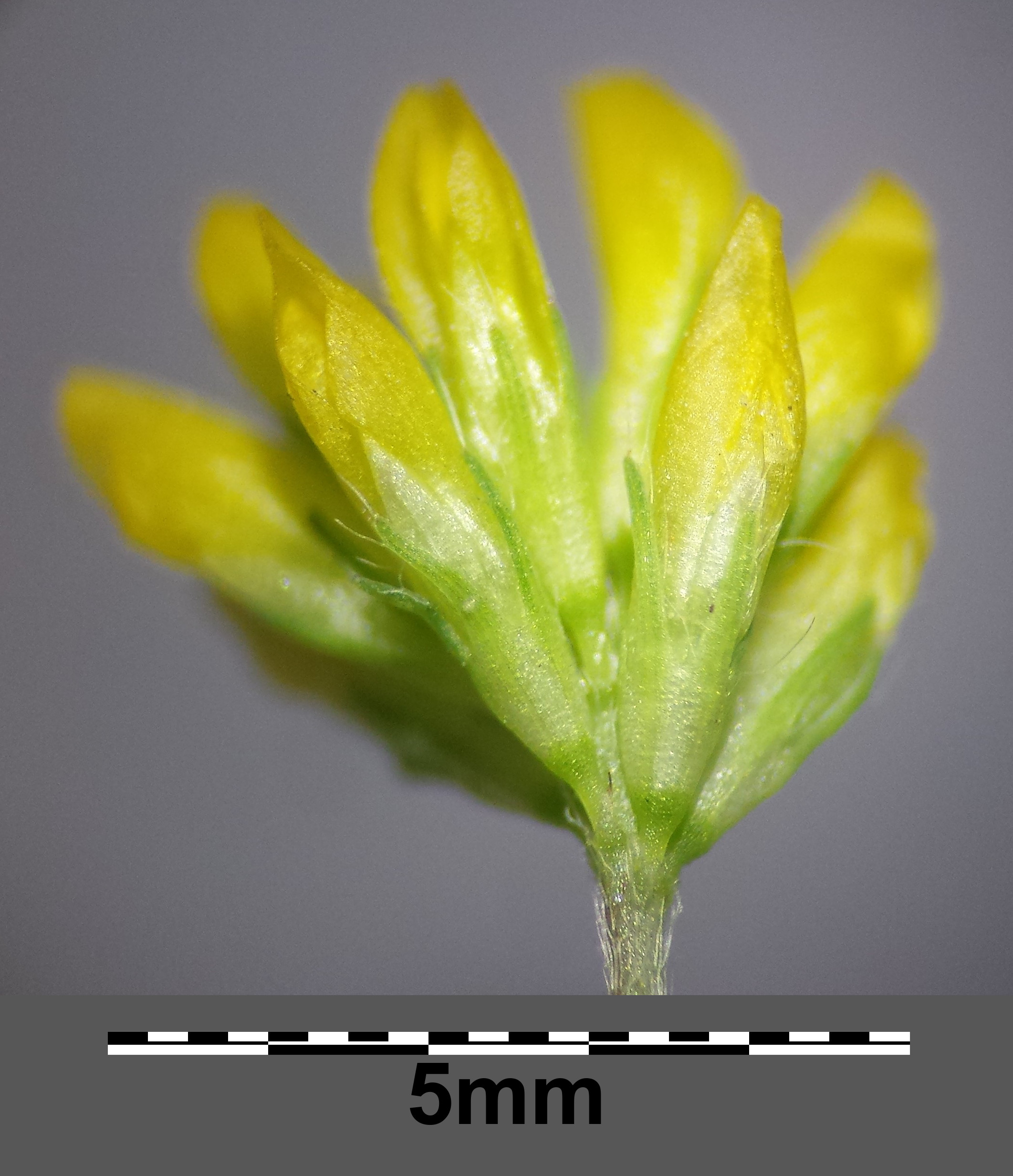
Kwiatostan

ŁodygaWiotkie, rozesłane pędy, do 35 cm długości.
LiścieNiebieskawozielone, o trzech odwrotnie jajowatych listkach. Długość ok. 1 cm, listek środkowy z ogonkiem dłuższym niż boczne.
KwiatyZebrane w główkę 5–8 mm średnicy. Występuje do 20 malutkich, żółtych kwiatków. Płatki korony żółte, później ciemnobrązowe.

## Biologia i ekologia
- Roślina jednoroczna lub dwuletnia. Kwitnie od maja do września.
- Porasta suche łąki, suche murawy, wygony, pastwiska, przydroża. Występuje zazwyczaj w zbiorowiskach murawowych i preferuje żyzne gleby. Rośnie do wysokości 500 m n.p.m.
- W klasyfikacji zbiorowisk roślinnych gatunek charakterystyczny dla rzędu (O.) Arrhenatheretalia[6].
- Liczba chromosomów 2n=28, 32[7].